# 船舶防護分遣隊

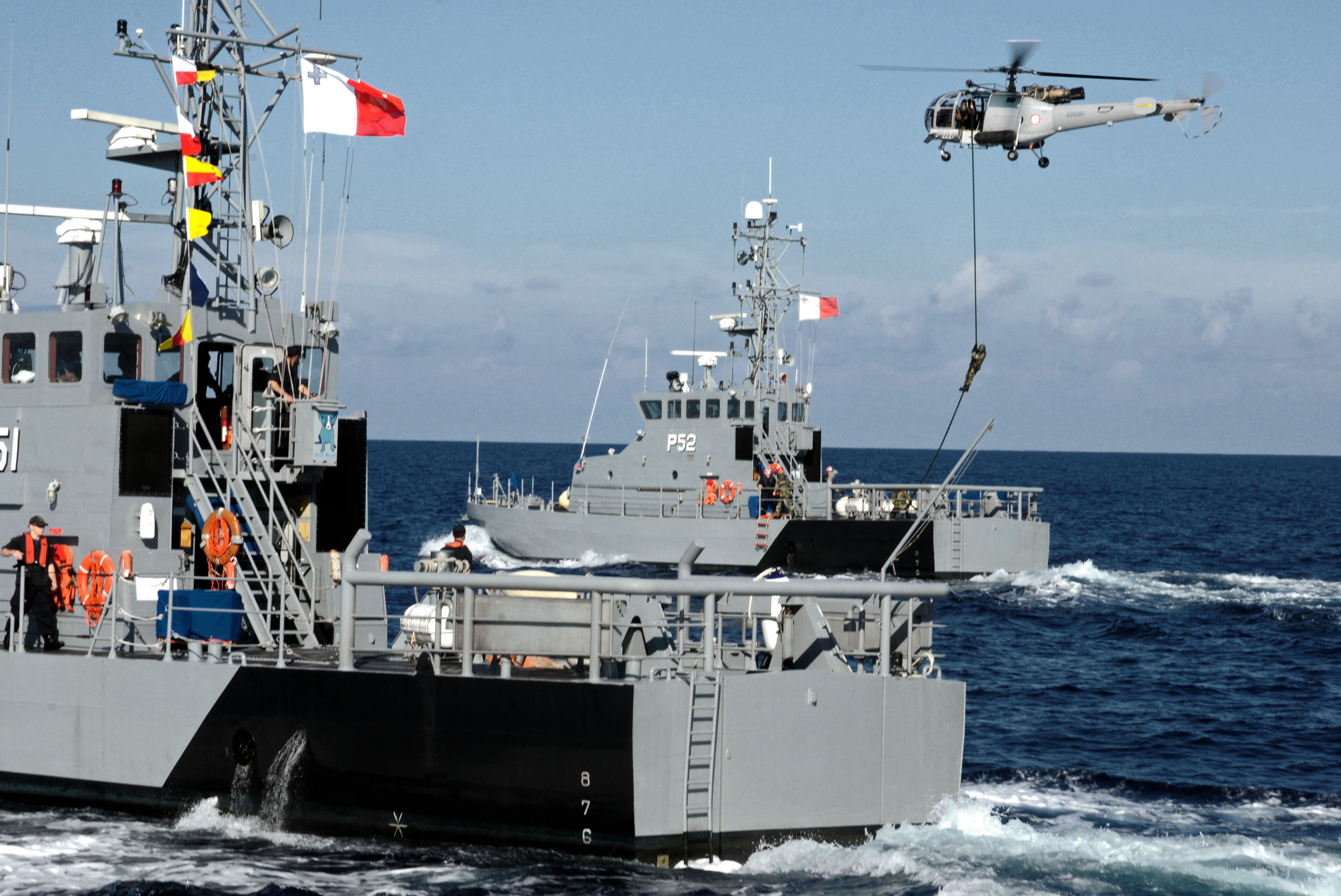
2011年、展示訓練でSA 316Bからの降下を行うマルタ軍の船舶防護分遣隊

船舶防護分遣隊または船舶護衛分遣隊（英語: Vessel Protection Detachment、VPD）は、軍などの公的機関により海賊から船舶を防護する目的で派遣される分遣隊。民間による武装警備と併せて扱われる場合もある。
ソマリア沖の海賊に対するものは、国際連合安全保障理事会決議2125により、民間武装警備員（PCASP：Privately Contracted Armed Security Personnel）と並び利用を可能とする措置に留意がなされることとなった。民間船に搭乗する小規模な部隊であり、アフリカ連合やヨーロッパで艦艇の派遣を行っていない国からもソマリア沖への派遣が行われている。防護の提供は必ずしも無償ではなく、有償で行われる場合も存在している。
船舶防護分遣隊と民間武装警備員の大きな違いとして、軍・公的機関の人員として対象船舶の防護に留まらず海域の警備や海賊の制圧も任務に含まれている点がある。海事保安センター・ホーン・オブ・アフリカ（MSCHOA：Maritime Security Centre Horn of Africa）では、船舶防護分遣隊による防護は民間武装警備員を利用するより望ましいとしている。

## 注
1. ↑  アタランタ作戦での派遣例[4][5]
2. ↑  例：エストニア[7]、マルタ[8]、リトアニア[9]。